# 의성 고운사 연수전
의성 고운사 연수전(義城 孤雲寺 延壽殿)은 대한민국 경상북도 의성군 단촌면 구계리, 고운사에 있는 조선시대의 건축물이다. 2013년 4월 8일 경상북도의 유형문화재 제470호로 지정되었다. 2020년 8월 31일 보물 2078호로 지정되었다.

## 개요
경상북도 의성군 단촌면 고운사에 있는 조선후기 어첩(御帖)을 봉안하기 위해 건립된 사찰건물.유교건물. 시도유형문화재이다.
이 건물의 기단은 18세기 중반의 모습을 유지하고 있으며, 1902년에 다시 건립된 지금의 건물에는 조선 후기의 건축 기법에 충실하면서도 높은 위계를 반영한 장식 기법이 잘 적용되었다.
2025년 3월 26일 산불로 인해 소실되었다.

## 현지 안내문
이 건물은 조선 영조 20년(1744)에 왕실의 계보를 적은 어첩을 봉안하기 위하여 건림되었으며, 1887년 근락전 등 다른 전각들과 함께 중수되었다.
연수전의 구조는 만세문 현판이 걸리 솟을 대문에 사방 담을 쌓고 가구식 기단에 겹처마 형식의 팔작지붕이다. 또한 연수전은 평면 형태가 사찰의 여타 전각과는 확연히 다른 모습을 취하고 있으며, 억불숭유시대에 사찰내에 배치된 왕실과 관련된 유물이라는 점이 이채롭다.

## 참고 자료
- 의성 고운사 연수전 - 국가유산청 국가유산포털